# Louise Fleck
Louise Fleck z domu Veltée, znana także jako Louise/Luise Kolm lub Louise/Luise Kolm-Fleck (ur. 1 sierpnia 1873 w Wiedniu, zm. 15 marca 1950 tamże) – austriacka reżyserka filmowa, scenarzystka i producentka, współtwórca pierwszego austriackiego filmu pełnometrażowego. Pierwsza kobieta w rolach reżysera, scenarzysty i producenta w Austro-Węgrzech i jedna z pierwszych kobiet zajmujących się reżyserią na świecie.

## Życiorys

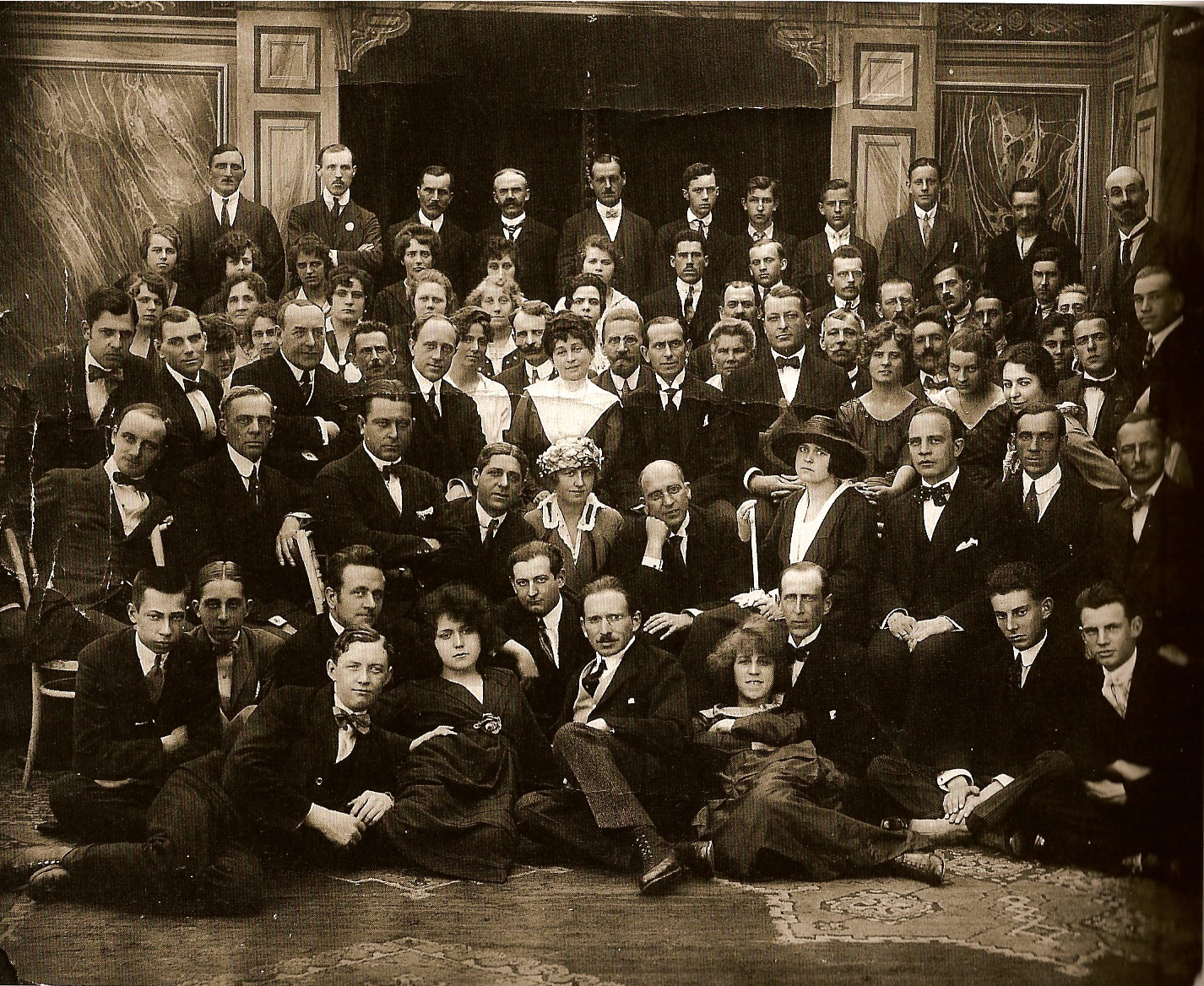
Pracownicy Wiener Kunstfilm, Louise Fleck w środku.

Louise Fleck urodziła się jako Louise Veltée 1 sierpnia 1873 roku w Wiedniu. Jej ojciec był pirotechnikiem, który założył panoptikum przy popularnej ulicy Kohlmarkt. Od jesieni 1896 roku wśród prezentowanych osobliwości pojawiły się wczesne „ruchome obrazy”, a ojca Louise okrzyknięto ojcem austriackich kin.

Od 1906 roku Louise wraz z mężem, fotografem Antonem Kolmem (1866–1922) i operatorem Jakobem Fleckiem (1881–1953), zaczęła tworzyć pierwsze dokumenty: proste sceny z życia Wiednia, takie jak wyścigi konne, czy zabawy w wiedeńskim Pratrze. Ich produkcje uznaje się za początek kina popularnego w Austrii. W styczniu 1910 roku, dzięki wsparciu finansowemu ojca Louise, trójka filmowców założyła studio producenckie Erste österreichische Kinofilms-Industrie AG, którą wkrótce przemianowali na Österreichische-ungarische Kinoindustrie. By konkurować na rynku ze znaczącym importem filmów z Francji, Włoch, Niemiec i Stanów Zjednoczonych, trójka postawiła na wprowadzenie lokalnego, austriackiego kolorytu do swoich produkcji. Austriakom udało się wtedy zdobyć prawa do nagrania inspekcji lotniska wykonanej przez Franciszka Józefa, choć wcześniej monopol na nagrywanie rodziny królewskiej mieli bracia Pathé. W 1910 roku wiedeńskie studio wyprodukowało pierwszy austriacki film pełnometrażowy Der Müller und sein Kind, który na fali sukcesu rok później trafił do kin w znacząco poprawionej wersji, w reżyserii Waltera Friedmanna, dyrektora Volksoper w Wiedniu. W 1911 roku premierę miał Die Glückspuppe: pierwszy film pełnometrażowy w Austrii, który częściowo przypisano kobiecie – Louise. Tym samym Louise została drugą, po Alice Guy-Blaché, kobietą na świecie w roli reżysera. W odróżnieniu od Guy-Blaché, pionierskie działania Louise na polu filmowym zostały pominięte w historii kina. 

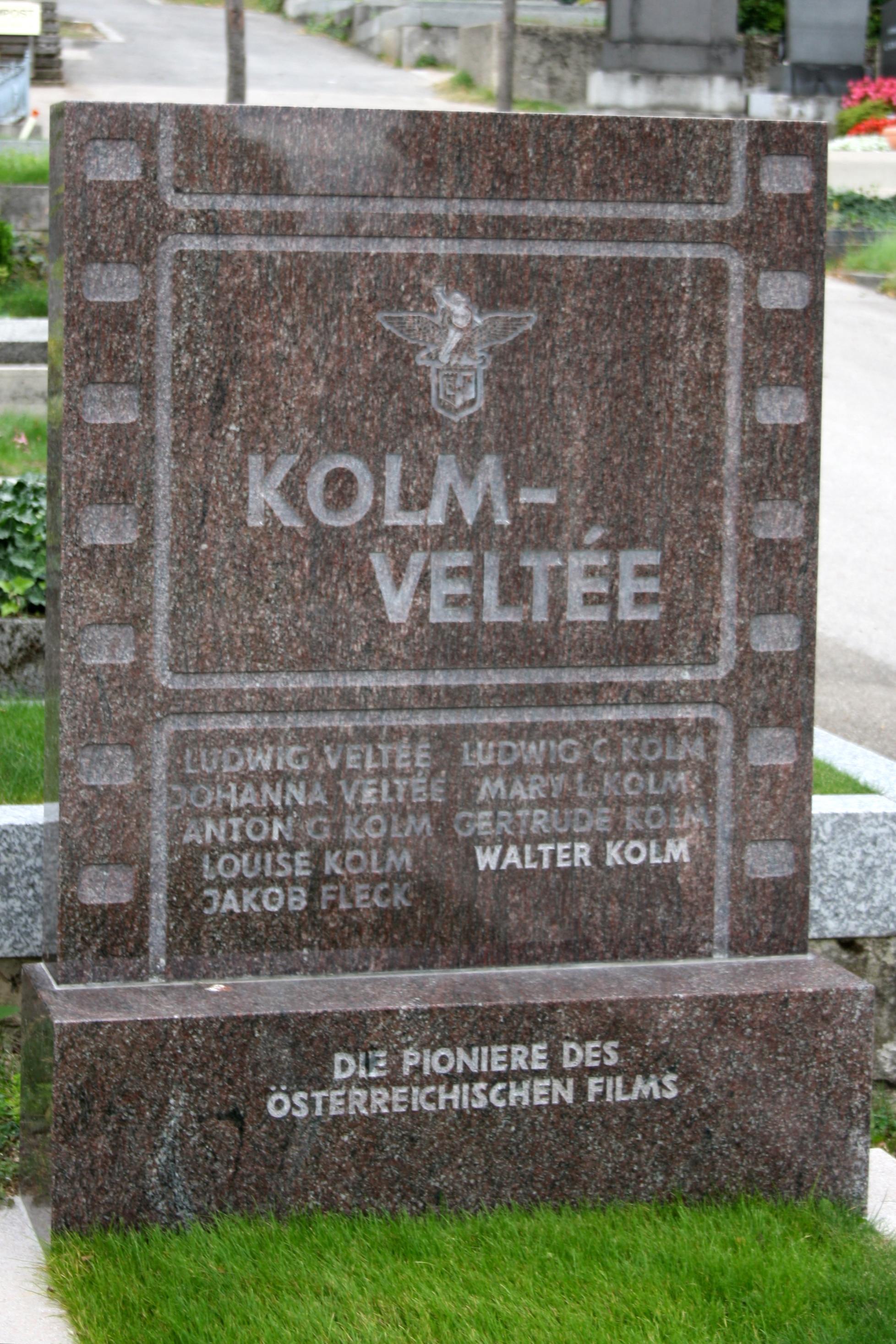
Grób Fleck

Ze względu na konflikt z ważnym inwestorem Österreichische-ungarische Kinoindustrie, trójka filmowców założyła spółkę Wiener Kunstfilm (Wiedeński film artystyczny), która szybko stała się jednym ze znaczących studiów producenckich w Austro-Węgrzech. Początkowo, by zapewnić sobie popularność i stabilizację finansową dla nowego studio, nawiązano współpracę z jednym z czołowych pisarzy wiedeńskich, Arthurem Schnitzlerem. Projekt został zarzucony, gdy świat teatru zasugerował autorowi, że praca dla filmu mogłaby zaszkodzić jego reputacji. Schnitzlera zastąpiono Oskarem Bendienerem, popularnym pisarzem tamtego okresu, którego sztuka posłużyła jako scenariusz do Der Unbekanntel, pierwszego filmu pełnometrażowego nowego studia. Jedynym reżyserem filmu została Louise, która także czuwała nad tym, by w okresie przedprodukcyjnym budować zainteresowanie potencjalnej widowni w sposób, który później wszedł w powszechne użycie (zapowiedzi udziału gwiazd aktorskich, zamknięte pokazy prasowe). W ciągu pierwszego roku działania nowe studio wyprodukowało ponad dziesięć filmów, w tym dokumenty, komedie i dramaty, a w latach 1913–1914 kolejne trzydzieści siedem tytułów. W tym okresie studio produkowało głównie dramaty obyczajowe. Od 1912 roku jedyną znaczącą konkurencją dla Wiener Kunstfilm były produkcje hrabiego Aleksandra „Saschy” Kolowrata.
Podczas I wojny światowej trio wiedeńskich filmowców tworzyło przede wszystkim patriotyczne materiały propagandowe, choć w 1917 roku wyprodukowali także baśniowy film Der Verschwender, w którym główną rolę zagrała Liane Haid. Aktorka wcieliła się także w bohaterkę powojennego filmu Eva, die Sünde, w którym Louise powróciła do jednego z tematów poruszanych przed wojną – podważania oczekiwań wobec płci.
W 1919 roku trójka filmowców założyła Vita studios i wybudowała nowe studio filmowe, którego przestrzeń dziś wykorzystywana jest przez Filmstadt Wien, znane także pod nazwą Rosenhügel-Filmstudios. Po śmierci męża Antona Kolma w 1922 roku, Louise wyjechała do Berlina z Jakobem Flekiem. Tam, dwa lata później, para się pobrała. Pod różnymi nazwami studiów filmowych małżeństwo tworzyło filmy do lat trzydziestych. Po Anschlussie para dostała zakaz tworzenia filmów, ze względu na proaustriackie nastawienie i żydowskie pochodzenie Jakoba. Tego samego roku Flekowie zostali aresztowani i internowani w Dachau i Buchenwaldzie przez osiemnaście miesięcy. Dzięki interwencji finansowej dawnego przyjaciela, reżysera Wiliama Dieterle, który rozpoczął karierę w jednym z ich filmów, parze udało się uciec z Niemiec. Wyjechali do Szanghaju, gdzie pracowali przy chińskich produkcjach filmowych. W 1947 roku powrócili do Wiednia, w którym po trzech latach zmarła Louise, a Jakob w 1953 roku.
Poza pracą zespołową, Louise czasem sama pracowała w roli reżysera i scenarzysty. W scenariuszach często skupiała się na losie kobiet i relacjach damsko-męskich. Była autorką ponad osiemnastu scenariuszy, współreżyserką ponad pięćdziesięciu filmów i koproducentką stu dwudziestu dziewięciu produkcji. Możliwe, że faktyczne liczby są jeszcze wyższe, ponieważ Louise często podpisywała swoją pracę nazwiskiem męża.
Syn Louise, Walter Kolm-Veltée (1910–1999), został reżyserem filmowym i założycielem Filmakademie Wien (Wiedeńskiej Akademii Filmowej).

## Wybrana filmografia
- Die Glückspuppe (1911)
- Der Müller und sein Kind (1911)
- Der Unbekanntel (1912)
- Trilby (1912)
- Der Pfarrer von Kirchfeld (1914)
- Mit Herz und Hand fürs Vaterland (1915)
- Im Banne der Pflicht/Mit Hand und Herz (1917)
- Der Verschwender (1917)
- Freier Dienst (1918)
- Die Zauberin am Stein (1919)
- Eva, die Sünde (1920)
- Revanche/Die schwarze Lu, Die schwarze Lou (1922)
- Frühlingserwachen (1924)
- Die Csikosbaroness (1930)[1]